# Mézières (Ardennes)
Pour les articles homonymes, voir Mézières.
Mézières est un quartier de Charleville-Mézières et une ancienne commune française, située dans le département des Ardennes en région Grand Est.
Avant les fusions successives, la commune a été la préfecture du département des Ardennes. Après avoir absorbé Le Theux le 1er janvier 1965, elle fusionne avec les communes de Charleville, Étion, Mohon et Montcy-Saint-Pierre, le 1er octobre 1966, pour former la commune de Charleville-Mézières, qui devint la nouvelle préfecture des Ardennes.

## Toponymie
Le nom de Mézières est une déformation du latin Maceriae « murailles », un souvenir de l’enceinte romaine et remplacée du début du XIIIe siècle qui entourait la ville, d’où le nom de ses habitants, les macériens.

## Géographie
La commune avait une superficie de 5,77 km2.

## Histoire
L'histoire de Mézières trouve sa source aux IXe – Xe siècles, lorsque l'emplacement stratégique d'un éperon niché au creux d'une boucle de la Meuse est occupé par un château. Cet emplacement est toujours signalé dans la toponymie locale : "place du château". La ville de Mézières se développe par plusieurs vagues de peuplement, formées d'artisans et de commerçants qui viennent s'installer au pied de la motte castrale. Dès le XIIIe siècle, la cité est entourée de remparts et une charte communale lui est accordée en 1233 par Henri III Comte de Rethel. La cité prospère grâce au commerce, favorisé par sa situation de carrefour entre la France et la Flandre et de lieu de déchargement de marchandises entre la Meuse et les voies terrestres.
En 1521, la ville est assiégée par les troupes germaniques de l'empereur Charles Quint. Un siège se met en place, et la cité macérienne n'est sauvée que par l'intervention du chevalier Bayard, "sans peur et sans reproche", qui d'après une anecdote historique devenue quasiment légendaire, aurait vaincu non par la force mais par la ruse, en semant la zizanie parmi les généraux de l'armée adverse.
Dès lors, la couronne royale prend conscience de l'importance stratégique de Mézières comme poste de défense de la frontière française. Le roi François Ier fait réparer et moderniser les remparts au cours des années suivant le siège de 1521.
Mézières devient peu à peu une ville de garnison. Cette situation est renforcée lors des guerres de religion, lorsque le maréchal Antoine de Saint-Paul, de la Ligue ultra-catholique, fait raser le tiers est de la ville (quartier dit d'Entre-deux-portes) pour y édifier une citadelle où il se retranche. Après la mise en échec du parti de la Ligue, la ville demande en 1606 à Henri IV d'entrer en possession de la citadelle ce qui est refusé. La citadelle reste domaine militaire  jusqu'en 1954.
Au cours des années 1670-1680, les remparts du Moyen-Âge et du XVIe siècle sont entourés d'une ceinture de fortifications bastionnées sur les plans de Vauban.
L'ancien Palais des Tournelles accueille, de 1748 à 1793, l'école royale du génie, où enseigne Gaspard Monge. Cet établissement peut être considéré comme l'ancêtre de l'école Polytechnique.
La ville de Mézières souffre aussi de la concurrence commerciale de sa voisine, Charleville, cité ducale fondée par Charles Ier de Gonzague en 1606.
Lors de la guerre franco-allemande de 1870, Mézières fut assiégée jusqu'au 2 janvier 1871.
La place forte est déclassée en 1884 ce qui autorise la ville à raser les remparts sauf la citadelle qui reste dans le domaine de l'armée. Les terrains des anciens bastions sont urbanisés notamment au nord du faubourg d'Arches où un nouveau quartier est construit autour de la place d'Arches vers 1900 et au nord-ouest où s'établit l'Usine La Macérienne.
Pendant la Première Guerre mondiale, Charleville comme Mézières sont occupées par les forces allemandes quasiment du début à la fin du conflit. Les Allemands y installent leur Grand Quartier Général, occupant notamment la Préfecture. La ville est sévèrement bombardée en novembre 1918. En conséquence, la municipalité met en place un plan de reconstruction qui redessine le centre urbain, avec la création d'un vaste hôtel de ville donnant sur une esplanade qui borde la Meuse. Le quartier du faubourg d'Arches est reconstruit dans le style Art Déco. En plus des subventions de l’État octroyées aux communes dévastées, Mézières obtient le soutien et l'aide financière de la ville de Manchester, qui devient en 1920 sa "marraine de guerre". C'est pourquoi le quartier Ouest de Mézières, où est édifié l'hôpital (l'ancien hospice ayant été bombardé) ainsi qu'une cité-jardin, est baptisé Manchester.
Pendant la Seconde Guerre mondiale, Mézières est rapidement sous occupation allemande. Au printemps 1944, en amont de l'opération Overlord, l'aviation anglo-américaine bombarde certaines localités ardennaises en visant prioritairement les nœuds ferroviaires, les gares de triage et les entrepôts : Mézières, Mohon, Charleville, puis Givet sont touchés. En particulier, le matin du dimanche 7 mai 1944, des bombes s'abattent sur la place de l'Église de Mézières, tuant quarante-six personnes dont dix-sept ont moins de vingt-deux ans, notamment deux premières communiantes. Le 8 mai, de nouveaux bombardements touchent Mohon et Lumes, et les deux jours suivants c'est Charleville qui est frappée. D'après Le Petit Ardennais du 11 mai 1944, ces quatre journées ont fait environ quatre-vingts morts et plus de deux cents blessés. Un second bombardement meurtrier frappe Mézières le jeudi 11 mai : ce sont les ateliers du chemin de fer qui sont visés, mais Mézières déplore douze morts rue du Faubourg de Pierre, avec notamment l'ensevelissement des dix membres de la famille Nuvart (dont le chef était précisément ajusteur à la Société Nationale des Chemins de Fer). L'archevêque de Reims Louis-Augustin Marmottin est présent à la cérémonie funéraire commune de Mézières et de Mohon, qui aligne quarante-cinq cercueils le vendredi 12 mai. Les bombardements se succèdent sur cette même agglomération, si bien que celui du 22 mai, qui ne cause aucun mort, est le septième.
Après les divers débarquements de 1944, Charleville et Mézières sont libérées définitivement de l'occupation allemande le 3 septembre.
L'armée quitte en 1954 la citadelle qui est rasée dans les années 1960 pour construire le Palais de justice, des bâtiments administratifs et des logements, les seuls éléments préservés étant la porte de Bourgogne et des tronçons de la muraille du  XVIe siècle surplombant une dérivation du canal de la Meuse et son écluse. Il reste cependant d'autres parties de l'ancienne enceinte du Moyen-Âge (tour Milard et tour du Roy) et la porte du Theux qui date de 1606.
En 1872, Le Theux, appartenant à la commune de Mézières, devient une commune indépendante.
Par arrêté préfectoral du 9 décembre 1964, la commune de Le Theux est absorbée par Mézières le 1er janvier 1965.
Par arrêté préfectoral du 19 juillet 1966, la commune de Mézières fusionne avec les communes de Charleville, Étion, Mohon et Montcy-Saint-Pierre, le 1er octobre 1966, pour former la commune de Charleville-Mézières.

## Politique et administration
| Période                                  | Période           | Identité                           | Étiquette         | Qualité |
| ---------------------------------------- | ----------------- | ---------------------------------- | ----------------- | --- |
| Les données manquantes sont à compléter. |                   |                                    |                   | |
| (≈ 1790)                                 | (≈ 1794)          | Antoine-Guillaume Ripotot          | [réf. souhaitée]  | [réf. souhaitée] |
| [réf. souhaitée]                         | [réf. souhaitée]  | Jean-Baptiste Migeon               | Monarchiste       | Marchand de fer à Charleville Maître de forges Député du Haut-Rhin (1827 → 1831). |
| (≈ 1800-1801)                            | 1804              | Jacques Guillaume                  | [réf. souhaitée]  | Avocat Notaire Procureur Fiscal. |
| 1804                                     | 1814              | Jean-Fidèle-François Puthaux       | [réf. souhaitée]  | Officier Commissaire des guerres. |
| 1814                                     | 1857 (décès)      | Comte Adolphe de Jaubert           | [réf. souhaitée]  | Militaire Polytechnicien en (1803) Officier de la Légion d'honneur (8 mai 1835). |
| 1857                                     | 1867              | Charles-Philippe Fournier-Bourdier | [réf. souhaitée]  | Avocat Notaire Propriétaire Chevalier de la Légion d'honneur. |
| 1867                                     | 1870              | Philippe-Albert Toussaint          | [réf. souhaitée]  | Docteur en médecine en (1851) Chevalier de la Légion d'honneur Adjoint au Maire. |
| D'août 1870                              | 1877-1878         | Gaston de Béthune                  | Union des droites | Ancien officier de cavalerie (1831 → 1842). Commandant de la Garde nationale de Mézières en (1848). Propriétaire dans les Ardennes. Président du conseil général des Ardennes. Député des Ardennes (1871 → 1876). |
| 1er mars 1878                            | 10 avril 1903     | Charles Mialaret                   | Républicains      | Ingénieur Agent voyer en (1848) Conseiller général du Canton de Mézières (1880 → 1892). |
| 16 mai 1903                              | 13 octobre 1910   | Olivier Protin                     | [réf. souhaitée]  | Instituteur Directeur d'école |
| 5 décembre 1910                          | 19 mai 1912       | Ambroise Herbillon                 | Républicains      | Charpentier |
| 19 mai 1912                              | 4 mai 1918        | Robert Bruxelle                    | Parti radical     | [réf. souhaitée] |
| 29 mai 1918                              | 29 janvier 1919   | Émile Henrot                       | [réf. souhaitée]  | [réf. souhaitée] |
| 7 février 1919                           | décembre 1919     | Léon Dehuz                         | SFIO              | Ouvrier Industriel Conseiller d'arrondissement du Canton de Mézières (1913 → 1926). |
| 1919 Décembre 1919                       | Mai 1925          | Henri Roussel.                     | Républicains      | Démissionnaire à la fin de son mandat |
| 17 mai 1925                              | 29 décembre 1926  | Léon Dehuz                         | SFIO              | Ouvrier Industriel Conseiller d'arrondissement du Canton de Mézières (1913 → 1926). |
| Mars 1927                                | Mai 1929          | Louis Jules Héchemann              | Parti radical     | Médecin à Mézières |
| Mai 1929                                 | Octobre 1944      | Lucien Bridoux                     | Parti radical     | Médecin à Mézières Conseiller général du Canton de Mézières (1943 → 1945). |
| D'octobre 1944                           | Mars 1959         | Raymond Hanus                      | SFIO              | Comptable à l'Est électrique puis à EDF Résistant Président de la FNDIRP des Ardennes |
| Mars 1959                                | 30 septembre 1966 | René Miquel                        | SFIO              | Instituteur Directeur d'école Syndicaliste Résistant |

Aimé Amstein, ancien conseiller municipal. Médecin à Mézières.

## Monuments historiques
Article détaillé : liste des monuments historiques de Charleville-Mézières

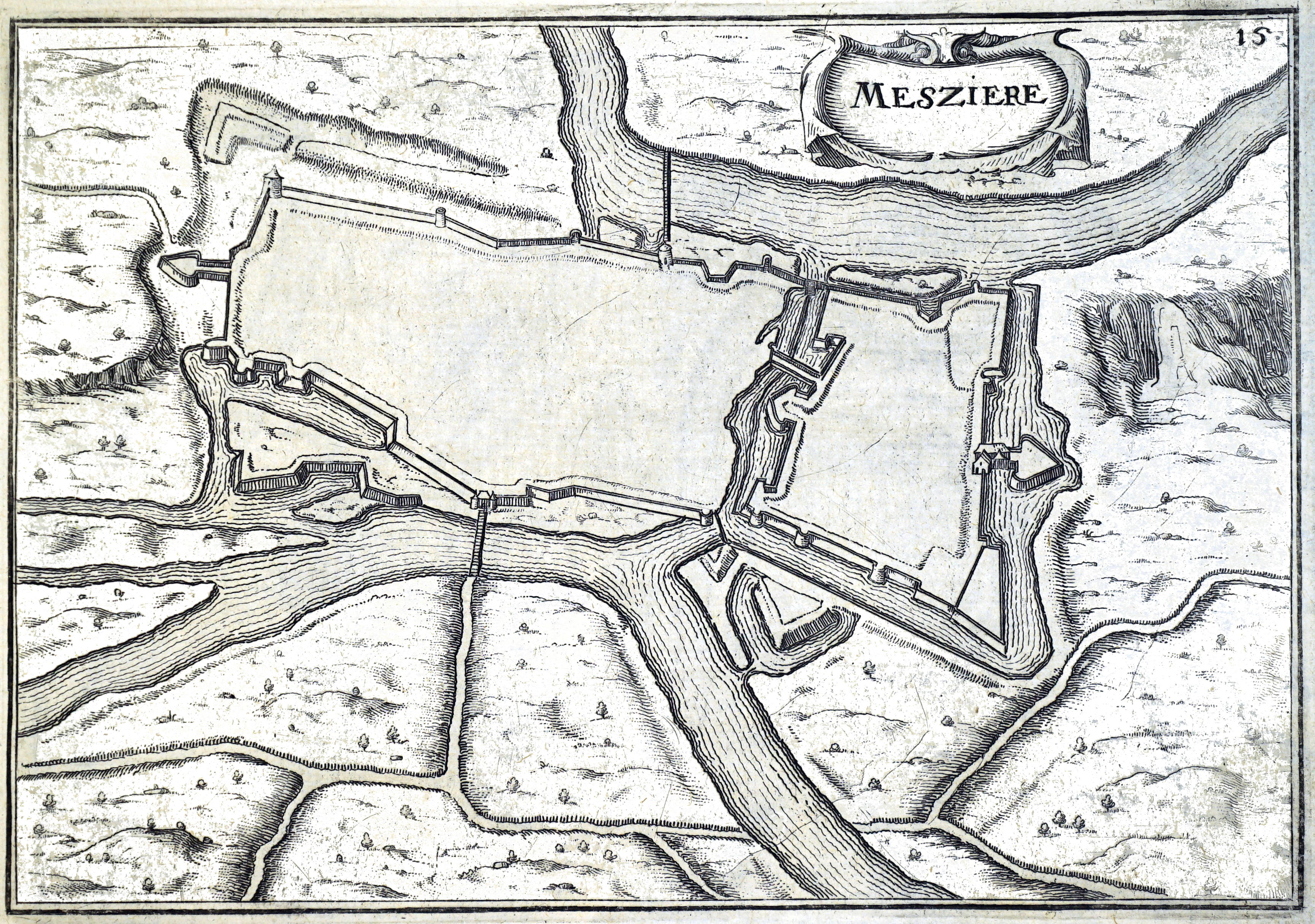
L'enceinte de Mézières en 1634 par Tassin. Citadelle à droite (Est)

- Basilique Notre-Dame-d'Espérance, classée au titre des monuments historiques
- Préfecture des Ardennes, ancienne école royale du génie militaire, ancien Palais des Tournelles, inscrite au titre des monuments historiques
- Remparts : tour du Roy, tour Milard, tour Cauchiette, porte de Bourgogne, en partie inscrits au titre des monuments historiques
- Usine la Macérienne, inscrite au titre des monuments historiques

## Démographie
| 1793  | 1800  | 1806  | 1821  | 1831  | 1836  | 1841  | 1846  | 1851  |
| ----- | ----- | ----- | ----- | ----- | ----- | ----- | ----- | ----- |
| 3 611 | 3 306 | 3 380 | 3 781 | 3 759 | 4 083 | 4 905 | 4 879 | 5 277 |

| 1856 | 1861 | 1866  | 1872  | 1876  | 1881  | 1886  | 1891  | 1896  |
| ---- | ---- | ----- | ----- | ----- | ----- | ----- | ----- | ----- |
| lac. | lac. | 5 818 | 4 312 | 5 319 | 6 119 | 6 674 | 6 700 | 7 453 |

| 1901  | 1906  | 1911   | 1921  | 1926   | 1931   | 1936   | 1946  | 1954   |
| ----- | ----- | ------ | ----- | ------ | ------ | ------ | ----- | ------ |
| 7 884 | 9 393 | 10 403 | 9 318 | 10 002 | 10 214 | 10 816 | 8 007 | 11 073 |

| 1962   | - | - | - | - | - | - | - | - |
| ------ | - | - | - | - | - | - | - | - |
| 11 799 | - | - | - | - | - | - | - | - |

Histogramme

(élaboration graphique par Wikipédia)

## Personnalités
- Anastase Cochelet (1551-1624), religieux carme, théologien français, né à Mézières.
- Jean-François Millet de La Mambre (1736-1815), député du tiers état du bailliage de Sedan aux États généraux de 1789, mort à Mézières.
- Natalis de Wailly (1805-1886), historien et archiviste français né à Mézières.
- Apollonie Sabatier (1822-1890), demi-mondaine et salonnière, égérie de nombreux artistes, née dans la commune.
- Émile-Georges Barrillon (1879-1967), ingénieur naval français, membre de l'Académie des sciences, né à Mézières.
- Pierre Bacchus (1923-2007), astrophysicien et informaticien, né à Mézières.
- Jean Jamin (1945-2022), ethnologue et anthropologue français né à Mézières.
- François Leclère (1950-2015), compositeur, né à Mézières.

## Héraldique
| Blason de Mézières | Blason  | De gueules à deux râteaux d'or en chef soutenus d'une lettre capitale M du même en pointe. |
| Blason de Mézières | Détails | Le statut officiel du blason reste à déterminer.                                           |